# Pollagh (Achill)
Pollagh is een dorp gelegen op Achill Island in County Mayo, Ierland.
Achill heeft een zeer sterke en lange traditie van pipe bands en Pollagh heeft een pipe band. Op St. Patrick's Day verzamelen de bands zich bij zonsopgang in het Achill Head Hotel en marcheren ze terug naar hun eigen dorpen.